# Erik Nylander
Oskar Erik Nylander, född 30 januari 1885 i Linköping, död 11 december 1958 i Turinge församling, var en svensk direktör, ämbetsman och riksdagsledamot (högern).

## Biografi
Efter språk- och handelsstudier och akademiska studier vid Uppsala universitet anställdes Nylander 1909 som sekreterare vid Sveriges allmänna exportförening. Ett par år senare for han till Konstantinopel som handelsattaché, men redan 1915 var han tillbaka i föreningens tjänst. År 1915 hade han avancerat till direktör för hela företaget, en post han innehade till 1941.
Han var ledamot av riksdagens andra kammare 1918–1941 (invald i Stockholms stads valkrets) och utnämndes efter sin riksdagstid till landshövding i Gotlands län.
Hans sakkunskap som han utvidgade genom en mängd utländska resor togs inom riksdagen flitigt i anspråk för utredningar och underhandlingar rörande export-, tull-, traktats- och liknande frågor. Från 1927 var han ledamot av Bevillningsutskottet.
Trots att Nylanders chefstid inföll under en i flera avseenden svår period lyckades Nylander göra SAE till ett betydelsefullt centralt organ för sv utrikeshandel med ett nära samarbete med myndigheter, industri och andra organisationer inom handelns område.
Den andra fasen i Nylander yrkesliv började när han i konselj på Särö 1941 utnämndes till landshövding i Gotlands län. Nylander lämnade nu sina tidigare sysselsättningar för att odelat kunna ägna sig åt sina nya uppgifter. Mångsidigheten i landshövdingeämbetet intresserade honom, och särskilt uppmärksammade han jordbruket, sjukvården, kommunikationerna och icke minst Gotlands historiska särart. Som ordförande i flera hembygdsföreningar gjorde han stora insatser för fornminnesvården på ön.
Som länschef var Nylander pådrivande och fordrande, enligt några lite för energisk. Själv såg Nylander med viss förståelse på denna kritik men hävdade att han arbetade "inte av egoistiska intressen utan uteslutande av omtanke om Gotlands län och folk". Han ansåg det nödvändigt att vara pådrivande eftersom han tyckt sig se att Gotland stundom kommit i skymundan för andra län.
Nylander gjorde många kraftfulla insatser för att åstadkomma en differentiering av det gotländska näringslivet och utförde ett betydelsefullt arbete som ordförande i hushållningssällskapet under en period av experiment och driftsomläggningar på jordbrukets område. Han sökte även få till stånd en regelbunden flygtrafik och en gotländsk rundradiostation, och inte minst medverkade han vid utbyggandet av landstingets sjukhus och undervisningsanstalter. Nylander gjorde också stora insatser på det sociala området och intresserade sig för naturskydd och bygdekultur. Överallt där det var möjligt att få statlig ekonomisk hjälp var Nylander angelägen om att påminna om Gotlands existens och hävda länets intressen – ofta med mycket gott resultat.
Erik Nylander är begravd på Turinge kyrkogård.